# Typhochrestus uintanus
Typhochrestus uintanus är en spindelart som först beskrevs av Chamberlin och Ivie 1939.  Typhochrestus uintanus ingår i släktet Typhochrestus och familjen täckvävarspindlar. Inga underarter finns listade i Catalogue of Life.